# Carinotetraodon salivator
Carinotetraodon salivator és una espècie de peix de la família dels tetraodòntids i de l'ordre dels tetraodontiformes.

## Morfologia
- Els mascles poden assolir 4 cm de longitud total.[1]

## Hàbitat
És un peix d'aigua dolça i de clima tropical que viu entre 1-2 m de fondària.

## Distribució geogràfica
Es troba a Àsia: Sarawak (Malàisia).

## Observacions
És inofensiu per als humans.